# Armorial de la maison royale d'Aragon
Cette page présente les armoiries (figures et blasonnements) qui furent portées par des membres de la maison royale d'Aragon.

## Armoiries des rois
|  | Raimond-Bérenger IV, comte de Barcelone et Alphonse II, roi d'Aragon, (1150 - 1177) : D'or à quatre pals de gueules à l'escarboucle pommetée à six rais d'or brochant sur le tout. (Armes du comté de Barcelone devenues celles des rois d'Aragon après qu'Alphonse Ier, comte de Barcelone, devint roi d'Aragon). L'histoire de cet écu est la suivante: le roi se meurt lors d'une bataille à "déterminer". L'un de ses compagnons pose sa main sur son corps ensanglanté puis dépose quatre doigts de sa main sur son bouclier et trace quatre bandes rouge sang sur ce bouclier doré. |
|  | Armoiries royales d'Aragon (Depuis 1177) : D'or à quatre pals de gueules. |
|  | Ferdinand II, roi d'Aragon (1452 † 1516), Ferdinand V, roi de Castille (1474 - 1504) avec Isabelle Ier. 1474 - 1492 : Écartelé en I et IV contre-écartelé en 1 et 4, de gueules au château d'or ouvert et ajouré d'azur et en 2 et 3 d'argent au lion de gueules armé, lampassé et couronné d'or; en II et en III parti, en 1 d'or à quatre pals de gueules et en 2 écartelé en sautoir d'or aux quatre pals de gueules et d'argent à l'aigle de sable 1492 - 1504 : Écartelé en I et IV contre-écartelé en 1 et 4, de gueules au château d'or ouvert et ajouré d'azur et en 2 et 3 d'argent au lion de gueules armé, lampassé et couronné d'or; en II et en III parti, en 1 d'or à quatre pals de gueules et en 2 écartelé en sautoir d'or aux quatre pals de gueules et d'argent à l'aigle de sable, le tout accompagné en pointe d'argent à une pomme grenade de gueules, tigée et feuilleté de sinople. 1504 - 1513 : Écartelé en I et IV contre-écartelé en 1 et 4, de gueules au château d'or ouvert et ajouré d'azur et en 2 et 3 d'argent au lion de gueules armé, lampassé et couronné d'or; en II, parti en 1 d'or à quatre pals de gueules; en 2 parti, en a d'argent à la croix potencé d'or et en b fasce de gueules et d'argent et en III parti, en 1 d'or à quatre pals de gueules et en 2 écartelé en sautoir d'or aux quatre pals de gueules et d'argent à l'aigle de sable, le tout accompagné en pointe d'argent à une pomme grenade de gueules, tigée et feuilleté de sinople. 1513 - 1516 : Écartelé en I et IV contre-écartelé en 1 et 4, de gueules au château d'or ouvert et ajouré d'azur et en 2 et 3 d'argent au lion de gueules armé, lampassé et couronné d'or; en II, parti en 1 coupé d'or à quatre pals de gueules et de gueules aux chaînes d'or posées en orle, en croix et en sautoir, chargées en cœur d'une émeraude au naturel; en 2 parti, en a d'argent à la croix potencé d'or et en b fasce de gueules et d'argent et en III parti, en 1 d'or à quatre pals de gueules et en 2 écartelé en sautoir d'or aux quatre pals de gueules et d'argent à l'aigle de sable, le tout accompagné en pointe d'argent à une pomme grenade de gueules, tigée et feuilleté de sinople. |

## Reines consorts
|  | Constance de Hohenstaufen (1248 † 1302), consort de Pierre III, roi d'Aragon. Parti en 1 d'argent à l'aigle de sable et 2 mi-parti d'or à quatre pals de gueules |
|  | Marie de Chypre (1273 † 1322), consort de Jacques II, roi d'Aragon. Parti en 1 mi-parti d'or à quatre pals de gueules et en 2 coupé d'argent à la croix potencé d'or et fasce de azur et d'argent au lion de gueules armé, lampassé et couronné d'or, brochant sur la partition. |
|  | Elisende de Moncada (1272 † 1364), consort de Jacques II, roi d'Aragon. Mi-parti en 1 d'or à quatre pals de gueules et en 2 de gueules à huit besants d'or ordonnés 2, 2, 2 et 2 |
|  | Éléonore de Sicile (1325 † 1375), consort de Pierre IV, roi d'Aragon. Parti en 1 mi-parti d'or à quatre pals de gueules et en 2 écartelé en sautoir d'or aux quatre pals de gueules et d'argent à l'aigle de sable |
|  | Sibila de Fortia (1350 † 1406), consort de Pierre IV, roi d'Aragon. Parti en 1 mi-parti d'or à quatre pals de gueules et d'argent à deux fasces de sable. |
|  | Yolande de Bar (1364/5 † 1431), consort de Jean Ier, roi d'Aragon. Parti en 1 mi-parti d'or à quatre pals de gueules et cartelé d'azur en 1 semé de fleurs de lys d'or et en 4 semé de croix recroisetées au pied fiché d'or à deux bars adossés de même. |
|  | Maria de Luna (1358 † 1406), consort de Martin Ier, roi d'Aragon. Parti en 1 mi-parti d'or à quatre pals de gueules et en 2 coupé d'argent au croissant renversé de échiqueté d'argent et de sable et du même. |
|  | Marguerite de Prades (1387/1388 † 1429), consort de Martin Ier, roi d'Aragon. Écartelé en sautoir : I et IV, d'or à quatre pals de gueules; II et III, semé de fleurs de lys d'or; un lambel de gueules, brochant sur la partition. |
|  | Éléonore d'Albuquerque (1374 † 1435), consort de Ferdinand Ier, roi d'Aragon. Parti en 1 d'or à quatre pals de gueules et en 2 d'argent quatre lions affrontés au losange de gueules touchant les partitions, chargé d'un au château d'or ouvert et ajouré d'azur. |
|  | Marie de Castille (1401 † 1458), consort de Alphonse V, roi d'Aragon. Parti en 1 d'or à quatre pals de gueules et en 2 Écartelé en 1 et 4, de gueules au château d'or ouvert et ajouré d'azur et en 2 et 3 d'argent au lion de pourpre armé et lampassé d'or. |
|  | Jeanne Enríquez (1425 † 1468), consort de Jean II, roi d'Aragon. Parti en 1 d'or à quatre pals de gueules et en 2 de gueules à deux châteaux d'or ouvert et ajouré d'azur; à la pointe d'argent au lion de pourpre armé et lampassé d'or. |
|  | Isabelle Ire de Castille (1451 † 1504), consort de Ferdinand II, roi d'Aragon. Écartelé en 1 et 4 contre-écartelé en 1 et 4, de gueules au château d'or ouvert et ajouré d'azur et en 2 et 3 d'argent au lion de gueules armé, lampassé et couronné d'or, et en 2 et 3 parti en 1 d'or à quatre pals de gueules et en 2 écartelé en sautoir d'or aux quatre pals de gueules et d'argent à l'aigle de sable, accompagné en pointe d'argent à une pomme grenade de gueules, tigée et feuilleté de sinople. |
|  | Germaine de Foix (1488 † 1538), consort de Ferdinand II, roi d'Aragon. . |

## Ducs, dauphin et princes de Gérone (prince héritier d'Aragon)
|  | L'infante Jean d'Aragon (1350 † 1396) comme premier duc de Gérone (1351 - 1387), Jean Ier, roi d'Aragon (1387 – 1396). D'or à deux pals de gueules. |
|  | Ducs (1351 - 1387 / 1388 - 1410), dauphin (1387 - 1388) et princes de Gérone (Depuis 1412). D'or à quatre pals de gueules.                          |

## Branche aînée
| Figure | Nom et blasonnement |
| ------ | --- |
|        | Nuno Sanche de Roussillon (1190 † 1241/1242), seigneur de Roussillon et de Cerdagne, petit-fils de Raimond-Bérenger IV, comte de Barcelone. D'or à quatre pals de gueules à la bordure d'argent chargée de dix-sept chaudières de sable. |
|        | L'infant Alphonse d'Aragó et Castille (1229 † 1260), prince d'Aragon, fils de Jacques Ier, roi d'Aragon. D'or à quatre pals de gueules à la bordure d'argent chargée de vingts écussons de gueules chaque écusson chargée de un châteaux d'or. |
|        | L'infant Jacques d'Aragon (1267 † 1327), Jacques Ier, Roi de Sicile (1285 - 1291), Jacques II, roi d'Aragon (1391 – 1327). En tant que roi de Sicilie : Écartelé en 1 et 4, d'or à quatre pals de gueules et en 2 et 3 d'argent à l'aigle de sable. En tant que roi d'Aragon : D'or à quatre pals de gueules. |
|        | L'Infant Pierre d'Aragon et Anjou (1305 † 1380), Pierre IV, comte de Ribagorce, Pierre I, comte de Prades, fils de Jacques II, roi d'Aragon. Écartelé en sautoir : I et IV, d'or à quatre pals de gueules; II et III, semé de fleurs de lys d'or; un lambel de gueules, brochant sur la partition,, portées ensuite par : - - Jean I (1335 † 1414), comte de Prades, fils du précédent. - Pierre de Prades (1352 † 1395), baron d'Entença, fils du précédent. - Jeanne (? † 1441), comtesse de Prades, fille du précédent. \| \| Alphonse IV (1332 † 1412), comte de Ribagorce et marquis de Villena, fils de l'infant Pierre d'Aragon et Anjou, Pierre IV, comte de Ribagorce, Pierre I, comte de Prades. Mi-parti : I, écartelé en sautoir : 1 et 4, d'or à quatre pals de gueules; 2 et 3, semé de fleurs de lys d'or; un lambel de gueules, brochant sur la partition; II, coupé de gueules, au bras ailé d'or tenant un glaive d'argent, et d'argent au lion de pourpre armé et lampassé d'or[20],[19]. \| |
|        | L'Infant Raimond-Bérenger d'Aragon (1308 † 1366), Raimond-Bérenger Ier, comte d'Empúries, fils de Jacques II, roi d'Aragon. Écartelé en 1 et 4, d'or à quatre pals de gueules et en 2 et 3 semé de fleurs de lys d'or; un lambel de gueules, brochant sur la partition. |
|        | Jean Ier (1338 † 1398), comte d'Empúries, petit-fils de Jacques II, roi d'Aragon. Parti : mi-parti d'or à quatre pals de gueules; II, cousu d'or, à trois fasces de gueules. |
|        | L'infant Martin d'Aragon (1356 † 1410), comte de Luna, Martin Ier, roi d'Aragon (1396 - 1410) et Sicilie (1309 - 1310). D'or, à quatre pals de gueules, au lambel à quatre pendants d'argent, un sur chaque pal.. En tant que roi d'Aragon : D'or à quatre pals de gueules. |
|        | L'infant Jacques d'Aragon (1320 † 1447), Jacques Ier, comte d'Urgell, fils d'Alphonse IV, roi d'Aragon. Parti : I, mi-parti d'or à quatre pals de gueules; II, échiqueté de sable et d'or, portées ensuite par : - - Pierre II (1340 † 1408), comte d'Urgell, fils du précédent. - Jacques II (1380 † 1433), comte d'Urgell, fils du précédent. - Jeanne d'Urgell (1405 † 1455), comtesse d'Urgell, fille du précédent. |
|        | L'infant Jean d'Aragon (1398 † 1479), Jean II, roi d'Aragon (1458 - 1479) et roi de Navarre par mariage avec Blanche Ire de Navarre (1425 - 1479) et usurpation (1441 - 1479). En tant qu'infant d'Aragon : Écartelé en sautoir : I et IV, d'or à quatre pals de gueules; II, de gueules au château d'or ouvert et ajouré d'azur; et III, d'argent au lion de pourpre armé, lampassé et couronné d'or. En tant que roi d'Aragon : d'or à quatre pals de gueules. En tant que roi de Sicile : Parti : I, d'or à deux pals de gueules; II, écartelé en sautoir d'or aux quatre pals de gueules et d'argent à l'aigle de sable, portées ensuite par : - - Ferdinand II (1452 † 1516), roi d'Aragon, fils du précédent. En tant que roi d'Aragon et Navarre : écartelé, en 1 et 4 d'or à quatre pals de gueules et en 2 et 3 de gueules aux chaînes d'or posées en orle, en croix et en sautoir, chargées en cœur d'une émeraude au naturel.                                                                        |
|        | Henri II (1445 † 1522), comte d'Empúries (1458 - 1522) et Segorbe (1458 - 1469), Henri I duc de Segorbe (1469-1489), petit-fils de Ferdinand Ier, roi d'Aragon. Tiercé en pal: en 1, d'or à deux pals de gueules; en 2, coupé de gueules, au château d'or ouvert et ajouré d'azur, et d'argent au lion de pourpre armé, lampassé et couronné d'or; en 3, écartelé en sautoir d'or aux quatre pals de gueules et d'argent à l'aigle de sable, portées ensuite par : - - Alphonse I (1489 † 1562), duc de Sogorb et comte d'Empúries, fils du précédent. |
|        | Alphonse IV (1332 † 1412), comte de Ribagorce et marquis de Villena, fils de l'infant Pierre d'Aragon et Anjou, Pierre IV, comte de Ribagorce, Pierre I, comte de Prades. Mi-parti : I, écartelé en sautoir : 1 et 4, d'or à quatre pals de gueules; 2 et 3, semé de fleurs de lys d'or; un lambel de gueules, brochant sur la partition; II, coupé de gueules, au bras ailé d'or tenant un glaive d'argent, et d'argent au lion de pourpre armé et lampassé d'or,. |

## Comté de Barcelone
| Figure | Nom et blasonnement                                                    |
| ------ | ---------------------------------------------------------------------- |
|        | Comté de Barcelone D'or à quatre pals de gueules et à la bande d'azur. |

## Royaume d'Aragon
| Figure | Nom et blasonnement |
| ------ | --- |
|        | Royaume d'Aragon Croix d'Eneko Arista : D'azur, à la croix pattée et fichée en pointe, d'argent. D'or à quatre pals de gueules. Croix d'Alcoraz : D'argent, à la croix de gueules, cantonnée de quatre têtes de maures de sable, tortillées d'argent et couronnés d'or. |

## Royaume de Majorque
| Figure | Nom et blasonnement                                                                   |
| ------ | ------------------------------------------------------------------------------------- |
|        | Royaume de Majorque (Depuis 1276) D'or à quatre pals de gueules et à la bande d'azur. |

## Royaume de Valence
| Figure | Nom et blasonnement                                             |
| ------ | --------------------------------------------------------------- |
|        | Royaume de Valence (Depuis 1377) D'or à quatre pals de gueules. |

## Maison d'Aragon-Naples
| Figure | Nom et blasonnement |
| ------ | --- |
|        | Royaume de Naples (1442 - 1501) Écartelé : aux 1 et 4, d'or à quatre pals de gueules, aux 2 et 3, tiercé en pal: a, fasce de gueules et d'argent; b, d'azur semé de fleurs de lys d'or au lambel de gueules et c, d'argent à croix de Jérusalem, d'or,. |
|        | Ferdinand (1488 † 1550), duc de Calabre, fils de Frédéric II, roi de Naples. Cartelé, en 1 et 4 d'or à quatre pals de gueules et en 2 et 3 d'argent à une croix potencée de sable.                                                                      |

## Royaume de Sicile (maison d'Aragon)
| Figure | Nom et blasonnement |
| ------ | --- |
|        | Royaume de Sicile (1282 - 1409), maison d'Aragon. Écartelé en sautoir d'or aux quatre pals de gueules qui est d'Aragon et d'argent à l'aigle de sable membré et becqué de gueules qui est de Hohenstaufen. |
|        | Royaume de Sicile (Depuis 1409), maison d'Aragon. Parti en 1 d'or à quatre pals de gueules et en 2 écartelé en sautoir d'or aux quatre pals de gueules et d'argent à l'aigle de sable.                     |

## Royaume de Sardaigne (maison d'Aragon)
| Figure | Nom et blasonnement |
| ------ | --- |
|        | Royaume de Sardaigne et de Corse (1297 - 1409), maison d'Aragon. D'argent, à la croix de gueules, cantonnée de quatre têtes de maures de sable, tortillées d'argent. |

## Maison de Cardona
| Figure | Nom et blasonnement |
| ------ | --- |
|        | Jean Raimond II Folch (1400 † 1470), comte de Cardona. De gueules à trois chadrons d'or. |
|        | Jean Raimond III Folch (1418 † 1486), comte de Cardona et Prades, baron d'Entença, fils de Jeanne (? † 1441), comtesse de Prades, arrière-petit-fils de l'infant Pierre d'Aragon et Anjou (1305 † 1380), Pierre IV, comte de Ribagorce. Parti : I, de gueules à trois chadrons d'or; II, écartelé en sautoir : I et IV, d'or à deux pals de gueules; II et III, semé de fleurs de lys d'or; un lambel de gueules, brochant sur la partition. |
|        | Jean Raimond IV Folch (1446 † 1513), comte après duc de Cardona comte de Prades, baron d'Entença et premier marquis de Pallars Sobirá, fils de Jeanne d'Urgell (1405 † 1455), comtesse d'Urgell, arrière-petit-fils de l'infant Jacques d'Aragon (1320 † 1447), Jacques Ier, comte d'Urgell. Ancienne : écartelé en sautoir : I et IV, d'or à quatre pals de gueules; II de gueules à trois chadrons d'or et IV, semé de fleurs de lys d'or; un lambel de gueules, brochant sur la partition. Moderne : Parti, en I, écartelé en sautoir: au A et D d'or à quatre pals de gueules, au B d'azur semé de fleurs de lys d'or au lambel de gueules brochant, au C de gueules à trois chardons d'or; en II, écartelé en sautoir: aux A et D d'or à quatre pals de gueules, aux B et C échiqueté d'or et de sable. |
|        | Ferdinand I Jean Ramon Folc (1469 † 1543), duc de Cardona, marquis de Pallars Sobirá comte de Prades et baron d'Entença. Écartelé : au I et IV, parti, a et d écartelé en sautoir : aux 1 et 4 d'or à quatre pals de gueules, au 3 d'azur semé de fleurs de lys d'or au lambel de gueules brochant, au 4 de gueules à trois chardons d'or ; au II et III, de gueules àà l'aigle bicéphale couronnée d'or, chargée d'un écu de gueules, à trois écots d'or, mis en bandes. |

## Descendance illégitime
|  | Alphonse (1470 † 1520), archevêque de Saragosse et vice-roi d'Aragon, fils illégitime de Ferdinand II, roi d'Aragon. Ancienne : parti en 1 de gueules au château d'or ouvert et ajouré d'azur et en 2 d'argent au lion de pourpre armé, lampassé et couronné d'or; à la pointe écartelé en sautoir d'or aux quatre pals de gueules et d'argent à l'aigle de sable. Moderne : écartelé : aux 1 et 4, tiercé en pal: a, de gueules au château d'or ouvert et ajouré d'azur, b, d'argent au lion de pourpre armé, lampassé et couronné d'or et c, d'or aux quatre pals de gueules; aux 1 et 3, tiercé en pal: a, d'argent à l'aigle de sable, b, d'argent à croix de Jérusalem, d'or et c, fasce de gueules et d'argent, accompagné en pointe d'argent à une pomme grenade de gueules, tigée et feuilleté de sinople.                                                    |
|  | Fernand d'Aragon et Gurrea (1498 † 1575), archevêque de Saragosse et vice-roi d'Aragon, illégitime fils de Alphonse d'Aragon (1470 † 1520), archevêque de Saragosse. Écartelé en I et IV contre-écartelé en 1 et 4, de gueules au château d'or ouvert et ajouré d'azur et en 2 et 3 d'argent au lion de gueules armé, lampassé et couronné d'or; en II, parti en 1 coupé d'or à quatre pals de gueules et de gueules aux chaînes d'or posées en orle, en croix et en sautoir, chargées en cœur d'une émeraude au naturel; en 2 parti, en a d'argent à la croix potencé d'or et en b fasce de gueules et d'argent et en III parti, en 1 d'or à quatre pals de gueules et en 2 écartelé en sautoir d'or aux quatre pals de gueules et d'argent à l'aigle de sable, le tout accompagné en pointe d'argent à une pomme grenade de gueules, tigée et feuilleté de sinople. |